# La Seca (Soria)
La Seca es una localidad de la provincia de Soria, partido judicial de Soria, comunidad autónoma de Castilla y León, España. Pueblo de la comarca de Soria que pertenece al municipio de Quintana Redonda.
Su actual alcalde es Juan José Pacheco Antón que durante los últimos 3 años ha realizado una importante labor para el desarrollo de este pueblo

## Geografía
Esta pequeña población, situada a 977 m s. n. m., en  la comarca de Soria está ubicada en el centro  de la provincia de Soria,  al sur de la capital, en el valle del río Fuentepinilla perteneciente a la cuenca del Duero, al sur de la Sierra de Hinodejo.

### Comunicaciones
Localidad situada en la carretera local SO-P-4183, que tiene su inicio en la autonómica SO-100 que comunica Berlanga de Duero con  Soria.

### Gentilicio
El gentilicio es "secano".

## Historia
Desde la Edad Media formó parte de la Comunidad de Villa y Tierra de Andaluz, constituida en 1089 por el Fuero de Andaluz.
A la caída del Antiguo Régimen la localidad se constituye en municipio constitucional en la región de Castilla la Vieja, partido de Almazán  que en el censo de 1842 contaba con 26 hogares y 102 vecinos.
A mediados del siglo XIX este municipio desaparece porque se integra en Fuentelárbol.

## Demografía
En el año 1981 contaba con 39 habitantes, concentrados en el núcleo principal, pasando a 17 en 2010, aunque solo tiene una población permanente de 8 vecinos durante todo el año.
| Gráfica de evolución demográfica de La Seca (Soria) entre 2000 y 2010                            |
|                                                                                                  |
| Población de derecho (2000-2010) según los censos de población del INE a 1 de enero de cada año. |

## Fiestas y costumbres
Las fiestas se celebran en el segundo fin de semana de julio.
La procesión de Semana Santa lleva a la Virgen hasta la Cruz, que ha sido cambiada por una de acero inoxidable. De la antigua, de madera de roble, cada habitante conserva un trozo.

## Patrimonio
Su iglesia parroquial data del siglo XII está dedicada a Santo Tomas Apóstol. El campanario fue reconstruido en 2004.

## Medio ambiente
La Fuente de La Dehesa, abastecida por agua de manantial, es un paraje muy frecuentado por los vecinos.